# Wolffia columbiana
Wolffia columbiana là một loài thực vật có hoa trong họ Ráy (Araceae). Loài này được H.Karst. miêu tả khoa học đầu tiên năm 1865.

## Hình ảnh

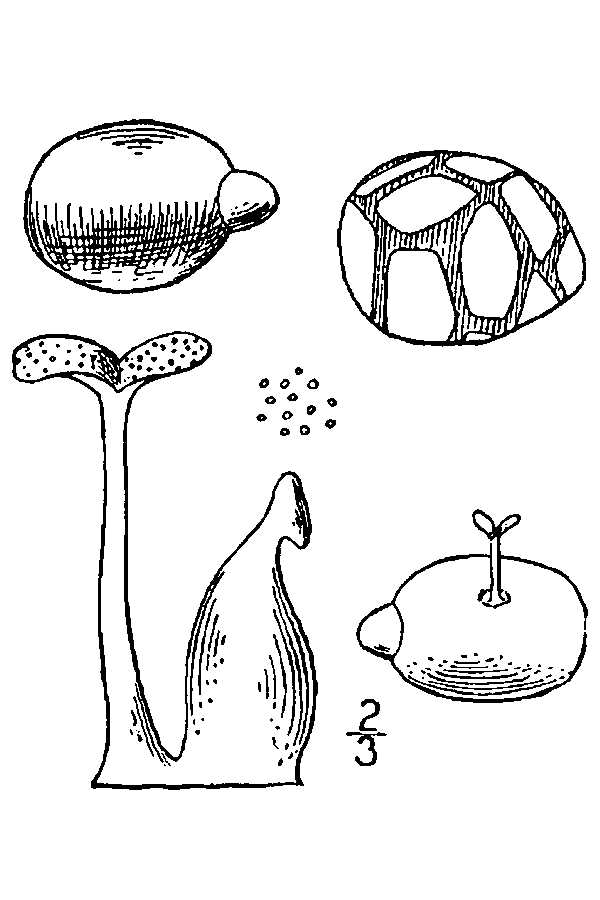